# أولاد أفرج
أولاد أفرج هي جماعة قروية بإقليم الجديدة في جهة الدار البيضاء سطات، وهي تضم 752 19 نسمة، حسب الإحصاء العام للسكان والسكنى لسنة 2014. ويبعد مركز الجماعة عن مدينة الجديدة بـ 45 كلم.

## الاقتصاد
تعتمد الجماعة القروية لأولاد أفرج في اقتصادها على النشاط التجاري المتصل بالمنتوج الفلاحي، وذلك بفضل سوقها الأسبوعي الذي يعرف رواجاً إقتصادياً مهما، ويشتهر السوق الأسبوعي لأولاد أفرج بتجارة المواشي خاصة الأبقار والعجول المعلفة لإنتاج اللحوم الحمراء.

## أعلام
- مصطفى ساهل